# Australian Open 2017 - Doppio maschile in carrozzina
Stéphane Houdet e Nicolas Peifer erano i detentori del titolo ma sono stati sconfitti in semifinale da Gustavo Fernández e Alfie Hewett.
Joachim Gérard e Gordon Reid hanno vinto il titolo sconfiggendo in finale Fernández e Hewett con il punteggio di 6–3, 3–6, [10–3].

## Teste di serie
1. Stéphane Houdet /  Nicolas Peifer (semifinale)

1. Joachim Gérard /  Gordon Reid (campioni)

## Tabellone

### Legenda
| - Q = Qualificato - WC = Wild card - LL = Lucky loser | - ALT = Alternate - SE = Special Exempt - PR = Protected Ranking | - w/o = Walkover - r = Ritirato - d = Squalificato |

|  | Semifinali | Semifinali                     | Semifinali                  | Semifinali | Semifinali |  |  | Finale | Finale                         | Finale | Finale | Finale |  |
|  |            |                                |                             |            |            |  |  |        |                                |        |        |        |  |
|  | 1          | Stéphane Houdet Nicolas Peifer | 6                           | 1          | [7]        |  |  |        |                                |        |        |        |  |
|  |            | Gustavo Fernández Alfie Hewett | 1                           | 6          | [10]       |  |  |        | Gustavo Fernández Alfie Hewett | 3      | 6      | [3]    |  |
|  |            | Maikel Scheffers Ben Weekes    | Maikel Scheffers Ben Weekes | 0          | 1          |  |  | 2      | Joachim Gérard Gordon Reid     | 6      | 3      | [10]   |  |
|  | 2          | Joachim Gérard Gordon Reid     | Joachim Gérard Gordon Reid  | 6          | 6          |  |  |        |                                |        |        |        |  |